# Жельезовце
Жельезовце (словац. Želiezovce, нем. Zelis, венг. Zseliz), город в южной Словакии. Население — около 6,9 тыс. человек.

## История
По имени города названа Железовская археологическая культура эпохи неолита.
Жельезовце впервые упоминаются в 1274 году. В 1709 году в Жельезовцах стояла армия Ференца Ракоци. В XIX веке в Жельезовцах останавливался Франц Шуберт. В 1960 Жельезовце стали городом.

## Население
| Год:                | 1994 | 2004    | 2014    | 2024    |
| ------------------- | ---- | ------- | ------- | ------- |
| Количество человек: | 7602 | 7522    | 7056    | 6558    |
| Разница:            |      | −1,05 % | −6,19 % | −7,05 % |

## Достопримечательности
- Шубертов дом (Сови замечек)
- Дворец Эстерхази
- Готический приходской костёл

## Города-побратимы
- Барч
- Меркуря-Чук